# Torneo WTA de Melbourne II 2022
El  Melbourne Summer Set Open II 2022 fue un torneo del WTA Tour 2022. Se jugó en canchas duras al aire libre en Melbourne, Australia. Fue programado como un torneo preparatorio al Abierto de Australia 2021, y fue llevado a cabo en simultáneo con el Melbourne Summer Set I 2022.

## Cabezas de serie

### Individuales femenino
| Tenista         | Ranking | Preclasificada |
| Jessica Pegula  | 18      | 1              |
| Elise Mertens   | 21      | 2              |
| Daria Kasátkina | 26      | 3              |
| Sara Sorribes   | 36      | 4              |
| Sorana Cîrstea  | 39      | 5              |
| Clara Tauson    | 44      | 6              |
| Ann Li          | 47      | 7              |
| Marta Kostyuk   | 50      | 8              |

- Ranking del 27 de diciembre de 2021.[3]

### Dobles femenino
| Tenista                            | Ranking | Preclasificada |
| Samantha Stosur Shuai Zhang        | 24      | 1              |
| Bernarda Pera Kateřina Siniaková   | 53      | 2              |
| Irina-Camelia Begu Nina Stojanović | 104     | 3              |
| Eri Hozumi Makoto Ninomiya         | 114     | 4              |

## Campeonas

### Individual femenino
Amanda Anisimova venció a  Aliaksandra Sasnóvich por 7-5, 1-6, 6-4

### Dobles femenino
Bernarda Pera /  Kateřina Siniaková vencieron a  Tereza Martincová /  Mayar Sherif por 6-2, 6-7(7-9), [10-5]